# Otto Frank (fysioloog)
Otto Frank (Groß-Umstadt, 21 juni 1865 - München, 12 november 1944) was een Duits arts en fysioloog die bekend werd door zijn bijdragen aan cardiologie en de fysiologie van het hart. 
Het Frank-Starlingmechanisme is haar hem en Ernest Starling genoemd. Het windketeleffect werd door Frank voorzien van een stevige theoretische onderbouwing.